# Маріус Кундротас
Маріус Кундротас (лит. Marius Kundrotas; нар. 4 квітня 1978) — політолог, публіцист, громадсько-політичний діяч.
У 1997 році, під час навчання у Вільнюському університеті, вступив до Литовської національної спілки молоді «Jaunalietuviai» та Литовської національної партії «Jaunoji Lietuva». В 1998 році обраний головою Литовської національної спілки молоді «Jaunalietuviai». У 2001 році, коли молоді литовці, молоді націонал-демократи та національна організація «Jaunoji karta» об'єдналися в Лігу національної молоді Литви, він став її лідером. У2002 році приєднався до Союзу литовських націоналістів (LTS), до вступу до Союзу Батьківщини, проти якого він виступав, був членом Ради LTS.
У 2008 році поступився Юліусу Панці постом голови Литовської молодіжної ліги. 20 липня 2008 року після того як представники різних національних організацій створили Литовський національний центр (ЛЦЦ), його обрали його головою.
В 2006 році отримав магістра політичних наук, зараз є докторантом політичних наук.
В 2009 році видав монографію «Нація на шляху віків: національні світоглядні орієнтири та національний рух у Литві» (Видавництво Вільнюського педагогічного університету)  .
В 2011 році – один із відновників Націоналістичного об’єднання, обраний членом його Ради у 2013 році, заступником голови з ідеології.
Бере активну участь у русі проти глобалізму, міграції, рівності прав сексуальних меншин.